# Museu Metropolitano de Arte
O Metropolitan Museum of Art (em português:  Museu Metropolitano de Arte), conhecido informalmente como The Met, é um museu de arte localizado na cidade de Nova Iorque, Estados Unidos, sendo um dos mais visitados museus do planeta.
Fundado em 13 de abril de 1870, foi aberto ao público em 20 de fevereiro de 1872. É um dos maiores e mais importantes museus do mundo e abriga uma importante coleção de pintura europeia dos séculos XII–XX e obras da arte antiga (grega, romana, egípcia e assírio-babilónica) e oriental. Estão também expostas nas suas salas pinturas e esculturas de artistas norte-americanos. São muito importantes as secções dedicadas a instrumentos musicais, armas e indumentária.
O museu foi designado, em 24 de junho de 1986, um edifício do Registro Nacional de Lugares Históricos bem como, na mesma data, um Marco Histórico Nacional.
Em 2012 foi o segundo museu mais visitado do mundo, com 6 115 881 visitas.

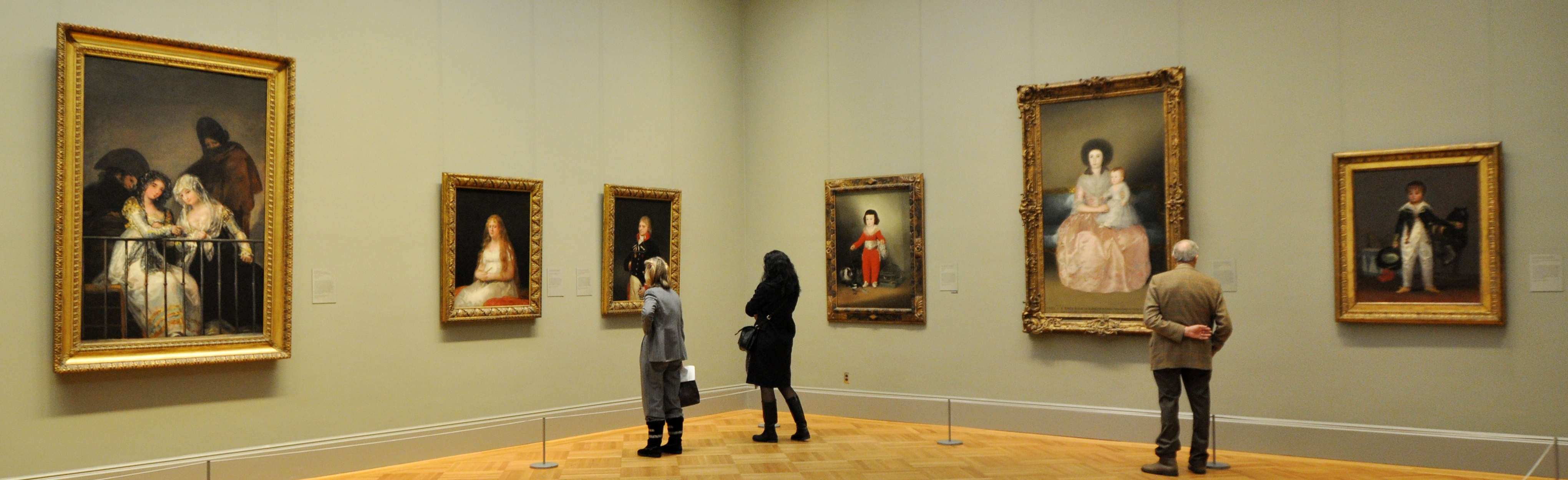
Quadros europeus do Metropolitan Museum of Art (NYC, USA)

## Coleções
O acervo do Metropolitan Museum of Art é curado por dezessete departamentos distintos, sendo cada um deles encabeçado por uma equipe especializada de curadores e estudiosos, assim como seis deles dedicados à conservação e um dedicado exclusivamente à pesquisa científica. A coleção permanente inclui obras de arte da Antiguidade clássica e do Antigo Egito, pinturas e esculturas de mestres europeus e uma ampla coleção de arte moderna americana. O museu mantém ainda galerias com ênfase em arte africana, asiática, oceânica, bizantina e islâmica. O museu abriga também coleções enciclopédicas de instrumentos musicais, vestimentas e acessórios antigos, além de armamentos clássicos de todas as partes do mundo. Um número de interiores, desde o primeiro século ocidental até a América contemporânea são exibidos permanentemente nas galerias do maior museu nova-iorquino.

### Coleções geograficamente designadas

#### Oriente Próximo
O museu passou a colecionar artefatos do Oriente Próximo a partir do século XIX. Iniciando com algumas peças cuneiformes e selos antigos, a coleção foi expandida para mais de 7 mil peças em exibição. Toda a exposição do museu engloba a história da região, tendo início com o período Neolítico, passando pelo Império Sassânida e concluindo na Antiguidade tardia. A coleção engloba as culturas: suméria, hitita, sassânida, assíria, babilônia e elamitas, entre outras, além de uma extensa coleção de artigos da Era do Bronze. Um dos destaques deste setor do museu é uma escultura monumental de um Lamassu, proveniente do palácio de Assurnasirpal II.

#### Artes da África, Oceania e Américas

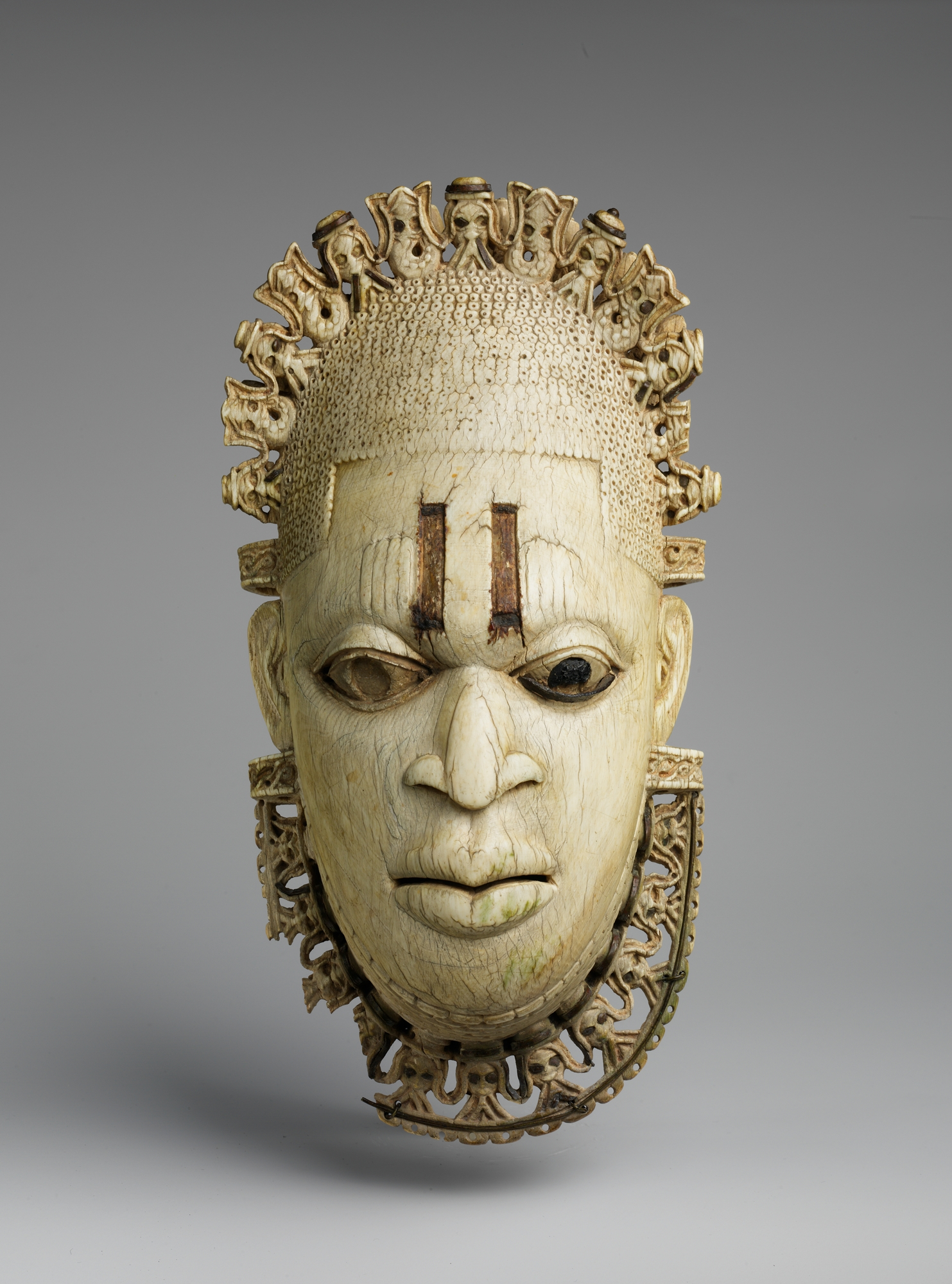
Máscara de marfim do Benin, Iyoba, Nigéria do século XVI

Embora o Met tenha adquirido pela primeira vez um grupo de antiguidades peruanas em 1882, além de antiguidades mesoamericanas,  o museu só iniciou um esforço concertado para colecionar obras de África, da Oceânia e das Américas em 1969, quando o empresário e filantropo americano Nelson A. Rockefeller doou a sua coleção de mais de 3000 peças ao museu. Antes da coleção de Rockefeller ser doada ao Met, Rockefeller fundou o Museu de Arte Primitiva em Nova York com a intenção de exibir essas obras, depois que o Met já havia demonstrado desinteresse por sua coleção de arte. Em 1968, o Met concordou com uma exposição temporária do trabalho de Rockefeller. No entanto, o Met então pediu para incluir as artes da África, Oceania e Américas em sua coleção permanente. As artes da África, Oceania e Américas abriram ao público em 1982, sob o título "The Michael C. Rockefeller Wing". Esta ala recebeu o nome do filho de Nelson Rockefeller, Michael Rockefeller, que morreu enquanto colecionava obras na Nova Guiné.
Atualmente, a coleção do Met contém mais de 11.000 peças da África subsaariana, das Ilhas do Pacífico e das Américas e está alojada na Ala Rockefeller de 40.000 pés quadrados (4.000 m²), no extremo sul do museu. A ala exibe obras de arte não-ocidentais criadas a partir de 3.000 a.C.até o presente, incluindo uma ampla gama de tradições culturais específicas. Significativamente, este trabalho foi considerado como arte, julgado em termos estéticos, em um museu de arte ocidental. Antes disso, objetos da África, Oceania e Américas eram frequentemente considerados obra de "primitivos" ou trabalhos etnográficos, em vez de arte.
A Ala exibe as artes da África, Oceania e Américas em uma exposição separada por localizações geográficas. A coleção varia de pinturas rupestres indígenas australianas de 40.000 anos, a um grupo de postes memoriais de 15 pés de altura (4,6 m) esculpidos pelo povo Asmat da Nova Guiné, a uma coleção inestimável de objetos cerimoniais e pessoais da Corte Nigeriana de Benin doados por Klaus Perls. A gama de materiais representados na coleção África, Oceania e Américas é sem dúvida ampla, em comparação com outros departamentos do Met. Inclui desde metais preciosos a colchas de porco-espinho.[carece de fontes?] O espaço de exposição da Ala Michael C. Rockefeller está planejado para ser renovado entre 2020 e 2023.
A curadora de Arte Africana Susan Mullin Vogel falou de um famoso artefato do Benim adquirido pelo Metropolitan Museum of Art em 1972. Foi originalmente leiloado em abril de 1900 por um tenente chamado Augustus Pitt Rivers ao preço de 37 guinés.
Em dezembro de 2021, o Met iniciou sua renovação de US$ 70 milhões (U$ 74,9 milhões em 2022) das galerias de arte africana, americana antiga e oceânica, que deve ser concluída em 2024. A reforma de 40 mil metros quadrados inclui a reinstalação de uma cortina de vidro externa, que havia se deteriorado, além das galerias em sua totalidade, que abrigam 3 mil obras.

#### Arte asiática
O departamento asiático do Met possui uma coleção de arte asiática, de mais de 35.000 peças,  é indiscutivelmente a mais abrangente dos Estados Unidos. A coleção remonta quase à fundação do museu: muitos dos filantropos que fizeram as primeiras doações ao museu incluíram arte asiática em suas coleções. Hoje, uma ala inteira do museu é dedicada à coleção asiática e abrange 4.000 anos de arte asiática. As principais civilizações asiáticas estão bem representadas no departamento asiático do Met. As peças expostas representam diversos tipos de arte decorativa, desde pintura e gravura até escultura e metalurgia. O departamento é bem conhecido por sua coleção abrangente de arte cambojana, indiana e chinesa (incluindo caligrafia e pintura), bem como por suas obras nepalesas e tibetanas e pelas artes da Birmânia (Mianmar) e da Tailândia. Três religiões antigas da Índia - hinduísmo, budismo e jainismo - estão bem representadas nessas esculturas.  No entanto, não apenas "arte" e objetos rituais estão representados na coleção; Muitas das peças mais conhecidas são objetos funcionais. A ala asiática também contém o Astor Court, um pátio de jardim completo no estilo da Dinastia Ming, modelado em um pátio no Master of the Nets Garden em Suzhou. Maxwell K. Hearn é o atual presidente do departamento de Arte Asiática desde 2011.

### Coleções não geograficamente designadas

#### Armamentos e armaduras
O Departamento de Armas e Armaduras é um dos mais populares do museu, tendo como um dos cartões de visita o grande desfile de armaduras no primeiro pavimento do prédio desde 1975. O departamento foi organizado com o apoio do estudante e colecionador russo Leonid Tarassuk (1925–1990) a partir da década de 1970. A coleção do Metropolitan Museum of Art é a maior do mundo em termos de arte medieval e japonesa do século V ao XIX, mais precisamente. Contudo, a coleção do museu também engloba outras regiões geográficas, incluindo armamentos selecionados do Antigo Egito, Grécia Antiga e do Império Romano, além de peças oriundas de civilizações africanas e americanas. Em meio às 14 mil peças da coleção, muitas foram utilizadas por monarcas destacados, como as armaduras pertencentes a Henrique VIII de Inglaterra, Henrique II de França e Fernando I.